# Mořská transgrese
Mořská transgrese je přírodní památka poblíž obce Teplice nad Metují v okrese Náchod. Oblast spravuje Agentura ochrany přírody a krajiny ČR (Správa CHKO Broumovsko).

## Předmět ochrany
Důvodem ochrany jsou geologické vrstvy dokládající svrchnokřídovou záplavu – transgresi moře přes sedimenty triasu, odkryté ve stěně bývalého lomu a rostlinná i živočišná společenstva přírodě blízkého lesa na suťovém svahu.
Na území mořské transgrese se nacházejí rybníčky s chráněnými druhy žab.[zdroj?]